# Old Windsor Road
Die Old Windsor Road ist eine Hauptverbindungsstraße im Osten des australischen Bundesstaates New South Wales. Sie verbindet den Cumberland Highway in Parramatta mit der Windsor Road bei Kellyville.

## Verlauf
Die Old Windsor Road zweigt von der Briens Road (Cumberland Highway) in Parramatta nach Nordwesten ab. Bei Baulkham Hills kreuzt sie den Hills Motorway (Met-2 / Met-7) und den angeschlossenen WestLink (M7). Ab dort trägt sie die Bezeichnung Metroad 2.
In Kellyville mündet sie in die von Osten kommende Windsor Road (S40) ein.

## Geschichte
Die Old Windsor Road von der Kreuzung mit dem Hills Motorway und dem WestLink bis nach Kellyville (und ab da die Windsor Road) wurden bis zum November 2007 als vierspurige Ausfallstraße mit Mittelstreifen ausgebaut.
Früher war sie auch als Staatsstraße 40 bezeichnet, verlor diese Bezeichnung aber an die Windsor Road.